# Monte Carlo Country Club
Monte Carlo Country Club (MCCC) es un club de tenis ubicado en el municipio de Roquebrune-Cap-Martin, Alpes Marítimos, Provenza-Alpes-Costa Azul, Francia. Es la sede del torneo ATP Tour del Masters de Montecarlo. También es la base de la Academia de Tenis de Montecarlo. A pesar del nombre del club, no está ubicado en Montecarlo o incluso en Mónaco, sino a solo 150 metros fuera de la frontera noreste del territorio monegasco.
Por iniciativa del príncipe Luis II, el arquitecto Letrosne creó el club de estilo art déco a partir de 1926 con un presupuesto de 100 millones de francos en un área de más de 33 400 m². Dos de las canchas de tierra batida están cubiertas, nueve tienen focos. La cancha más grande construida después de Rainiero III en 2015 tiene una capacidad de 10.200 asientos.